# Oskar Bye
Oskar Wilhelm Bye (* 3. Juni 1870 in Oslo; † 30. April 1939 ebenda) war ein norwegischer Turner.

## Erfolge
Oskar Bye, der für den Verein Oslo Turnforening turnte, nahm 1906 an den offiziell nicht anerkannten Olympischen Zwischenspielen in Athen teil, bei denen er mit der norwegischen Mannschaft im Riegenturnen die Goldmedaille gewann. In der aus sechs Riegen bestehenden Konkurrenz setzten sich die Norweger mit 19,00 Punkten vor den Mannschaften aus Dänemark und Italien durch.
1908 gab Bye in London bei den Olympischen Spielen als Mitglied der norwegischen Turnriege im Mannschaftsmehrkampf schließlich sein offizielles Olympiadebüt. Die Turnriegen bestanden aus 16 bis 40 Turnern und es war innerhalb von 30 Minuten Wettkampfzeit eine Gesamtpunktzahl von 480 Punkten möglich. Der Wettbewerb bestand aus einer Gruppenübung mit und ohne Turngeräte, die innerhalb von 30 Minuten absolviert werden musste. Insgesamt waren acht Mannschaften mit in Summe 254 Turnern am Start. Eine Mannschaft musste dabei aus 16 bis 40 Turnern bestehen. Jeder der drei Kampfrichter vergab ein Maximum von 160 Punkten (40 für das Auftreten, 60 für die Ausführung und 60 für die Schwierigkeit). Dabei wurden Stil, Schwierigkeit, Vielseitigkeit und Gesamteindruck für die Wertung berücksichtigt. Unter allen acht startenden Mannschaften mussten sich die Norweger, die 425 Punkte erzielten und vor Finnland Zweiter wurden, lediglich der schwedischen Mannschaft mit 438 Punkten geschlagen geben.
Damit erhielt Bye ebenso wie Arthur Amundsen, Carl Albert Andersen, Otto Authén, Hermann Bohne, Trygve Bøyesen, Conrad Carlsrud, Sverre Grøner, Harald Halvorsen, Harald Hansen, Peter Hol, Eugen Ingebretsen, Ole Iversen, Per Jespersen, Sigurd Johannessen, Nicolai Kiær, Carl Klæth, Thor Larsen, Rolf Lefdahl, Hans Lem, Anders Moen, Frithjof Olsen, Carl Alfred Pedersen, Paul Pedersen, Sigvard Sivertsen, John Skrataas, Harald Smedvik, Andreas Strand, Olaf Syvertsen und Thomas Thorstensen die Silbermedaille. Bei der Eröffnungsfeier der Spiele fungierte Bye als Fahnenträger der norwegischen Delegation.